# Girl next door
Pour les articles homonymes, voir The Girl Next Door.

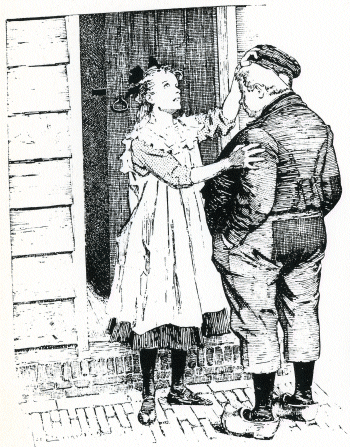
Dik Trom et la girl next door aveugle, par Johan Braakensiek fin du 19e siècle.

La girl next door (c'est-à-dire « la fille d'à côté », la fille qui pourrait être votre voisine) ou all-American girl est un archétype culturel et sexuel américain qui désigne une femme à la féminité modeste et non prétentieuse. Cet archétype s'oppose par exemple au garçon manqué, à la  femme fatale ou à la femme sexuellement active. L'équivalent masculin est le boy next door. Deux exemples de next door sont donnés dans Les Aventures de Tom Sawyer de Mark Twain : Tom Sawyer lui-même et Becky Thatcher.
La girl next door a une personnalité ouverte et ses intentions sociales, économiques, et sexuelles ne sont pas dissimulées. Le personnage de la girl next door est généralement une fille que le protagoniste mâle principal aura connu dans sa jeunesse. Elle a un tempérament affectueux et amical et a le profil parfait pour être présentée à ses parents. Tomber amoureux d'une girl next door est un archétype américain des comédies romantiques.
Cette image innocente est le socle du fantasme mettant en scène une girl next door cachant une femme au tempérament sexuel agressif. C'est le thème notamment du film américain The Girl Next Door (2004).

## Exemples
- Betsy Booth (Judy Garland) dans L'Amour frappe André Hardy, André Hardy va dans le monde
- Betty Cooper (Lili Reinhardt) dans la bande dessinée Archie Comics et la série adaptée Riverdale
- Brenda Walsh (Shannen Doherty) dans la série Beverly Hills 90210
- Belle dans la série Les Supers Nanas
- Iris Gaines dans le film Le Meilleur
- Emily Jones (Elizabeth Banks) dans la comédie Definitely, Maybe
- Winnie Cooper (Danica McKellar) dans la série Les Années coup de cœur
- Susan Delfino (Teri Hatcher) dans la série Desperate Housewives
- Lana Lang (Kristin Kreuk) dans la série Smallville
- Mary Jane Watson (Kirsten Dunst) dans Spider-Man
- Donna Pinciotti (Laura Prepon) dans That '70s Show
- Joey Potter (Katie Holmes) dans Dawson
- Taylor Swift dans sa chanson You Belong with Me
- Maggie (Joanna García) dans How I Met Your Mother, épisode « The Window »
- Emma Pillsbury (Jayma Mays) dans Glee
- Hinata Hyûga dans le manga Naruto
- Gabriella Montez dans les téléfilms High School Musical
- Danielle (Elisha Cuthbert) dans The Girl Next Door
- Penny (Kaley Cuoco) dans The Big Bang Theory
- Pam Beesly (Jenna Fischer) dans The Office
- Rachel Green (Jennifer Aniston) dans Friends